# Micrapion nasutum
Micrapion nasutum är en stekelart som beskrevs av Boucek 1974. Micrapion nasutum ingår i släktet Micrapion och familjen Leucospidae.
Artens utbredningsområde är:
- Kenya.
- Tanzania.

Inga underarter finns listade i Catalogue of Life.